# Mellan-Småvattnet
Mellan-Småvattnet är en sjö i Skellefteå kommun i Västerbotten och ingår i Byskeälvens huvudavrinningsområde. Sjöns area är 0,015 kvadratkilometer och den befinner sig 172 meter över havet.